# Lilibet di Sussex
Lilibet Diana di Sussex (Santa Barbara, 4 giugno 2021) è una principessa britannica, membro della famiglia reale, secondogenita di Henry, duca di Sussex e Meghan Markle.
Quinta nipote del re Carlo III, è settima nella linea di successione al trono britannico, dopo suo zio William, i suoi tre cugini George, Charlotte e Louis, suo padre e suo fratello Archie.

## Biografia
Lilibet Diana Mountbatten-Windsor nasce il 4 giugno 2021 al Santa Barbara Cottage Hospital, in California, tuttavia l'annuncio arriva il 6 giugno 2021.
Il nome Lilibet è un omaggio alla bisnonna della bambina, la regina Elisabetta II del Regno Unito, il cui soprannome era “Lilibet”, mentre il nome Diana è un omaggio alla defunta madre di Harry e nonna paterna della bambina, Diana, Principessa di Galles.
I genitori scelgono di non usare un titolo di cortesia e decidono che sarà designata come Miss Lilibet.
La bambina è dalla nascita sia cittadina britannica sia cittadina statunitense.
La famiglia si reca a Londra nel giugno 2022 per il Giubileo di platino di Elisabetta II, occasione in cui Lilibet incontra per la prima e unica volta la sua bisnonna. Durante la visita, la famiglia festeggia il primo compleanno della bambina privatamente al Frogmore Cottage.
Viene battezzata il 3 marzo 2023 dal vescovo di Los Angeles, John Harvey Taylor, in una cerimonia privata. Il padrino è l'attore Tyler Perry.
Il 9 marzo 2023 il sito web della famiglia reale britannica ufficializza il cambio di titolo e trattamento di Lilibet in "S.A.R. Principessa Lilibet di Sussex".

## Titoli e trattamento
- 4 giugno 2021 - 9 marzo 2023: Miss Lilibet Diana Mountbatten-Windsor
- 9 marzo 2023 - oggi: Sua Altezza Reale la Principessa Lilibet di Sussex

## Ascendenza
|                           |                      |                                    | Genitori                          |  |  | Nonni |  |  | Bisnonni             |  |  | Trisnonni        |  |
|                           |                      |                                    |                                   |  |  |       |  |  | Filippo di Edimburgo |  |  | Andrea di Grecia |  |
|                           |                      |                                    |                                   |  |  |       |  |  | Filippo di Edimburgo |  |  | Andrea di Grecia |  |
|                           |                      | Alice di Battenberg                |                                   |  |  |       |  |  | Filippo di Edimburgo |  |  |                  |  |
| Carlo III del Regno Unito |                      |                                    |                                   |  |  |       |  |  | Filippo di Edimburgo |  |  |                  |  |
|                           |                      | Elisabetta II del Regno Unito      | Giorgio VI del Regno Unito        |  |  |       |  |  |                      |  |  |                  |  |
|                           |                      | Elisabetta II del Regno Unito      | Giorgio VI del Regno Unito        |  |  |       |  |  |                      |  |  |                  |  |
|                           |                      | Elisabetta II del Regno Unito      | Elizabeth Bowes-Lyon              |  |  |       |  |  |                      |  |  |                  |  |
| Henry, duca di Sussex     |                      | Elisabetta II del Regno Unito      |                                   |  |  |       |  |  |                      |  |  |                  |  |
|                           |                      | Edward Spencer, VIII conte Spencer | Albert Spencer, VII conte Spencer |  |  |       |  |  |                      |  |  |                  |  |
|                           |                      | Edward Spencer, VIII conte Spencer | Albert Spencer, VII conte Spencer |  |  |       |  |  |                      |  |  |                  |  |
|                           |                      | Edward Spencer, VIII conte Spencer | Lady Cynthia Hamilton             |  |  |       |  |  |                      |  |  |                  |  |
| Lady Diana Spencer        |                      | Edward Spencer, VIII conte Spencer |                                   |  |  |       |  |  |                      |  |  |                  |  |
|                           |                      | Hon. Frances Ruth Roche            | Maurice Roche, IV barone Fermoy   |  |  |       |  |  |                      |  |  |                  |  |
|                           |                      | Hon. Frances Ruth Roche            | Maurice Roche, IV barone Fermoy   |  |  |       |  |  |                      |  |  |                  |  |
|                           |                      | Hon. Frances Ruth Roche            | Ruth Sylvia Gill                  |  |  |       |  |  |                      |  |  |                  |  |
| Lilibet di Sussex         |                      | Hon. Frances Ruth Roche            |                                   |  |  |       |  |  |                      |  |  |                  |  |
|                           | Gordon Arnold Markle | Isaac Thomas Markle                |                                   |  |  |       |  |  |                      |  |  |                  |  |
|                           | Gordon Arnold Markle | Isaac Thomas Markle                |                                   |  |  |       |  |  |                      |  |  |                  |  |
|                           | Gordon Arnold Markle | Ruth Ann Arnold                    |                                   |  |  |       |  |  |                      |  |  |                  |  |
| Thomas Wayne Markle       | Gordon Arnold Markle |                                    |                                   |  |  |       |  |  |                      |  |  |                  |  |
|                           |                      | Doris May Rita Sanders             | Frederick George Sanders          |  |  |       |  |  |                      |  |  |                  |  |
|                           |                      | Doris May Rita Sanders             | Frederick George Sanders          |  |  |       |  |  |                      |  |  |                  |  |
|                           |                      | Doris May Rita Sanders             | Gertrude May Merrill              |  |  |       |  |  |                      |  |  |                  |  |
| Meghan Markle             |                      | Doris May Rita Sanders             |                                   |  |  |       |  |  |                      |  |  |                  |  |
|                           |                      | Alvin Azell Ragland                | Steve Ritchie Ragland             |  |  |       |  |  |                      |  |  |                  |  |
|                           |                      | Alvin Azell Ragland                | Steve Ritchie Ragland             |  |  |       |  |  |                      |  |  |                  |  |
|                           |                      | Alvin Azell Ragland                | Louise Catherine Russell          |  |  |       |  |  |                      |  |  |                  |  |
| Doria Loyce Ragland       |                      | Alvin Azell Ragland                |                                   |  |  |       |  |  |                      |  |  |                  |  |
|                           |                      | Jeanette Arnold                    | James T. Arnold                   |  |  |       |  |  |                      |  |  |                  |  |
|                           |                      | Jeanette Arnold                    | James T. Arnold                   |  |  |       |  |  |                      |  |  |                  |  |
|                           |                      | Jeanette Arnold                    | Nettie Mae Allen                  |  |  |       |  |  |                      |  |  |                  |  |
|                           |                      | Jeanette Arnold                    |                                   |  |  |       |  |  |                      |  |  |                  |  |

Lilibet di Sussex discende dalla famiglia reale britannica e dalla famiglia Spencer per parte di suo padre, mentre per parte di sua madre da "un impiegato d'albergo di Cleveland e da una lavoratrice di lavanderia di Chattanooga". Per parte di sua madre, ha antenati afroamericani, tedeschi, britannici, e irlandesi.